# Гауторп, Стефен
Стефен Гауторп (род. 4 июля 1958, Барнсли, Йоркшир и Хамбер) — британский дзюдоист, чемпион и призёр чемпионатов Великобритании, призёр чемпионатов Европы и мира, победитель и призёр международных турниров. Выступал в полулёгкой и лёгкой весовых категориях (до 65 и 71 кг). В 1981 году стал чемпионом Великобритании, а в 1985 и 1987 годах — серебряным и бронзовым призёром чемпионатов соответственно. В 1984 году в Льеже стал бронзовым призёром чемпионата Европы в полулёгком весе, а на следующий год — бронзовым призёром чемпионата мира в Сеуле в том же весе.

## Выступления на чемпионатах Великобритании
- Чемпионат Великобритании по дзюдо 1981 года — ;
- Чемпионат Великобритании по дзюдо 1985 года — ;
- Чемпионат Великобритании по дзюдо 1987 года — ;